# Cardenal anyil violaci
El cardenal anyil violaci (Passerina versicolor) és una espècie petita ocell de la família Cardinalidae que es distribueix a Mèxic, el sud dels Estats Units i a Guatemala.
Són aus petites (12-14 cm). Una part del clatell és vermell brillant.